# Vitra Design Museum
Il Vitra Design Museum di Weil am Rhein (Germania), vicino a Basilea (Svizzera), si trova in un edificio progettato dall'architetto canadese Frank Gehry ed è uno dei più importanti musei di architettura e disegno industriale del mondo. Il museo ospita mostre temporanee e manifestazioni sull'architettura, sul design e sulla progettazione di mobili.
Dal 1989 il produttore svizzero di mobili Vitra ha trasformato la propria area aziendale di Weil am Rhein in un vero e proprio parco architettonico dove si possono ammirare esempi delle opere di Frank Gehry, Zaha Hadid, Nicholas Grimshaw, Álvaro Siza e Tadao Andō.